# Ga Jeondong
Ga Jeondong là ga đường sắt ở Jeondong-myeon, Sejong, Hàn Quốc.

## Ga
Sau 1 tháng 8 năm 2005, không có tàu hành khách dừng tại đây. Có 2 sân ga và 2 đường ray.